# Sōya (Schiff)
Die Sōya (japanisch 宗谷) ist ein japanischer Eisbrecher mit bewegter Geschichte. Derzeit dient sie als Museumsschiff und kann im Museum of Maritime Science (船の科学館, Fune no Kagakukan) in Shinagawa, Tokio besichtigt werden. Benannt wurde das Schiff nach der Unterpräfektur Sōya.

## Geschichte

### Bau und Indienststellung
Ursprünglich unter dem Namen Wolotschajewez (russisch Волочаевец) wurde das Schiff von der Sowjetunion im Jahr 1936 bestellt. Zusammen mit den beiden Eisbrechern Bolschewik und Komsomolets sollte der Bau der Schiffe durch eine japanische Werft als Teil der Bezahlung für den Kauf des Nordteils der Südmandschurische Eisenbahn durch die Sowjetunion dienen. Der Bauauftrag ging an die Matsuo-Werft in Nagasaki. Nachdem sich die diplomatischen Beziehungen zwischen der Sowjetunion und Japan immer weiter verschlechterten, wurde der Bau der Schiffe zwar begonnen, jedoch wurden sie nicht an die Sowjetunion übergeben. Nach dem Stapellauf der Sōya am 16. Februar 1938 wurde sie unter dem Namen Chiryō Maru von der Tatsunan Kisen Co. als Frachtschiff in Betrieb genommen.

### Zweiter Weltkrieg
Der steigende Bedarf nach Fracht- und Transportschiffen der Kaiserlich Japanischen Marine führte im November 1939 zur Beschlagnahmung des Schiffes durch diese. Im Februar 1940 wurde sie schließlich von Chiryō Maru in Sōya umbenannt und erfuhr einige Umbaumaßnahmen. So wurde das Schiff mit einer 7,62-cm-Kanone am Bug, zwei 2,5-cm-Maschinenkanonen und 10 Wasserbomben ausgestattet, um seiner neuen Rolle als Munitionstransporter und Vermessungsschiff gerecht zu werden. Erster Kommandant war der spätere Admiral Yuji Yamada.
Die Sōya überlebte den Zweiten Weltkrieg relativ unbeschadet, entging der Versenkung aber oftmals nur knapp. So wurde das Schiff am 18. Januar 1943 vor Guadalcanal von der Greenling torpediert. Die Torpedos explodierten aber zu früh oder erwiesen sich als Blindgänger und so konnte die Sōya unbeschädigt entkommen.
Im Februar 1944 lag die Sōya zusammen mit vielen anderen Schiffen im japanischen Stützpunkt auf Truk. Dieser wurde im Zuge der Operation Hailstone Ziel US-amerikanischer Luftangriffe. Während 41 japanische Schiffe und 200 Flugzeuge zerstört wurden, konnte die Sōya erneut erfolgreich flüchten. Während der Flucht lief sie jedoch auf Grund und zehn Besatzungsmitglieder kamen dabei um. Im weiteren Kriegsverlauf kam es zu weiteren Flugzeug- und U-Bootangriffen, die jedoch allesamt fehlschlugen.

### Nutzung nach dem Krieg
Direkt nach dem Zweiten Weltkrieg wurde die Sōya aus der Schiffsliste der Kaiserlich Japanischen Marine gestrichen. Sie wurde nunmehr dem Allied Repatriation Service zugeordnet und unternahm mehrere Fahrten in die ehemaligen japanischen Herrschaftsgebiete, um Soldaten und Zivilisten nach Japan zurückzubringen. Für diesen Zweck wurde das Schiff vollkommen entwaffnet und Kabinen und Sozialräume für Passagiere in den Frachträumen geschaffen. Vor allem wegen der Fähigkeit als Eisbrecher wurde es im Bereich von Sachalin eingesetzt, um die dortige japanische Bevölkerung aus dem nun sowjetischen Hoheitsgebiet zu bringen.
Im Jahr 1949 wurde das Schiff von der Maritime Safety Agency, dem Vorgänger der japanischen Küstenwache, übernommen. Es diente von nun an hauptsächlich als Versorgungsschiff für Leuchttürme und Stationen der Küstenwache.

### Umbau zum Forschungseisbrecher
Mit dem aufkommenden Interesse Japans an der Antarktisforschung wurde die Sōya 1950 schließlich zum Forschungsschiff umgebaut. So wurde die Maschinenanlage modernisiert, der Bug verstärkt und eine Helikopterlandeplattform installiert. Die wohl berühmteste ihrer Reisen unternahm das Schiff im Jahr 1958. Bei dieser rettete das Schiff Forschungspersonal der Shōwa-Station, welche vom antarktischen Winter eingeschlossen zu werden drohte. Hierbei wurden 15 Schlittenhunde zurückgelassen, von denen nur zwei im nächsten Frühjahr gerettet werden konnten. Diese wurden Jiro und Taro getauft und sind noch heute geflügelte Wörter für Glück in Japan. Die Geschichte wurde in den beiden Filmen Taro und Jiro in der Antarktis und Antarctica – Gefangen im Eis verfilmt.

### Museumsschiff
1978 wurde das Schiff schließlich nach einer Abschiedsreise dem Museum of Maritime Science in Tokio als Museumsschiff überstellt. Dort kann es auch heute noch besichtigt werden. Das Schiff wurde für den Zweck als Museumsschiff kaum verändert. Lediglich die Schiffspropeller wurden demontiert und können an Deck des Schiffes besichtigt werden.